# Zhuan jiao yu dao ai
Zhuan jiao yu dao ai (cinese tradizionale: 轉角＊遇到愛; cinese semplificato: 转角＊遇到爱; titolo internazionale: Corner with Love) è una serie televisiva taiwanese i cui protagonisti sono Show Luo e Barbie Hsu. La serie è stata trasmessa sui canali GTV e CTV nel 2007.

## Trama
Xin Lei (Barbie Xu) è una ragazza proveniente da una famiglia ricca, mentre Qin Lang (Alan Luo) è appena arrivato a Shanghai per realizzare il suo sogno di diventare un artista; i due si incontrano casualmente quando la ragazza investe Qin Lang, per sbaglio, ad un angolo della strada. Un nuovo incontro avviene quando Xin Lei si reca a mangiare al ristorante dove lavora il ragazzo, e da allora i due iniziano a conoscersi.

Quando la famiglia di Xin Lei va in bancarotta, i genitori della ragazza scappano senza dirle niente, lasciandole solo un biglietto aereo e la chiave della loro seconda casa a Taiwan. A complicare le cose, il fidanzato ufficiale di Xin Lei rompe il fidanzamento a causa del volere dei suoi genitori, così le uniche persone rimaste a Xin Lei sono la sua migliore amica Xi Xian, e Qin Lang. Quest'ultimo, però, sta per tornare a Taiwan, così i due si dicono addio. Successivamente, Xin Lei decide di prendere l'aereo per Taiwan ed andare a vivere nella seconda casa dei suoi genitori, tuttavia quando arriva scopre che la famiglia di Qin Lang vive in quella casa da anni. Dopo varie controversie, la nonna del ragazzo decide di lasciarla rimanere, e così inizia una magica storia d'amore tra i due giovani.

## Cast principale
- Show Luo: Qin Lang
- Barbie Hsu: Xin Lei
- Lu Jia Xin: Cai Xiao Yang
- Dean Fujioka: An Teng Feng
- Fang Fang: Du Dan Po
- Harlem Yu: Lian Sheng Quan
- Carolyn Chen: Wen Bi Zhu
- Zhang Li Wei: Ah Da
- Chen Yan Ru: Jiu Ba Dao
- Huang Hong Sheng: Ah Yi
- Chen Zhi Kai: Yin Shang Dong
- Jiang Chao: Xiao Pang
- Fan Ming: Cui Ge
- Xiao Jian: Bao Che Ren

## Indici di ascolto
| Prima visione | Episodio | Indice nazionale | Grado | Picco |
| ------------- | -------- | ---------------- | ----- | ----- |
| 07-01-2007    | 01       | 2.856            |       | 3.35  |
| 14-01-2007    | 02       | 3.2              |       | 3.62  |
| 21-01-2007    | 03       | 3.46             |       | 4.17  |
| 28-01-2007    | 04       | 3.29             |       | 3.92  |
| 04-02-2007    | 05       | 4.12             |       | 5.06  |
| 11-02-2007    | 06       | 3.94             |       | 4.94  |
| 18-02-2007    | 07       | 3.18             |       | 3.59  |
| 25-02-2007    | 08       | 2.57             |       | 3.04  |
| 04-03-2007    | 09       | 3.47             |       | 3.59  |
| 11-03-2007    | 10       | 3.42             | 1     | 3.91  |
| 18-03-2007    | 11       | 3.64             |       | 4.17  |
| 25-03-2007    | 12       | 3.94             |       | 4.56  |
| 01-04-2007    | 13       | 4.0              |       | 4.30  |
| 08-04-2007    | 14       | 4.07             |       | 4.75  |
| 15-04-2007    | 15       | 3.96             |       | 4.53  |
| 22-04-2007    | 16       | 3.75             |       | 4.75  |
| Media         |          | 3.55             |       |       |

## Canzoni tema
Sigla di apertura: Ai De Yong Qi (愛的勇氣) - Megan Lai

Sigla di chiusura: Ai Zhuan Jiao (愛＊轉角) - Show Luo

## Trasmissione nelle Filippine
Corner with Love è stato trasmesso in prima visione nelle Filippine sul canale GMA7, a partire dal 5 gennaio 2009. I nomi cinesi sono stati cambiati in occidentali: Xin Lei è diventata Sherrie Yu, mentre Qin Lang è stato cambiato in Kyle Lang.